# Thouinia portoricensis
La serrasuela (Thouinia portoricenis) es un arbolito de la familia de las Sapindaceae. 

## Descripción
Pequeño árbol caduco que alcanza 4.5 m de alto con una copa no muy definida compuesta por ramitas delgadas y hojas elípticas duras con pecíolos vellosos color marrón y los bordes finamente dentados. La corteza gris es áspera con fisuras divididas en placas delgadas escamosas. Esta especie florece durante casi todo el año. Las flores blancas pequeñas se producen en racimos laterales angostos. Las frutas secas usualmente tres de cada flor, son vellosas y con una aleta larga, angosta y curva.

## Distribución y hábitat
Es endémico de Puerto Rico donde sólo se encuentra en el suroeste en bosques y pastizales de la región caliza y en el Bosque Estatal de Guánica.